# Josep de Vega i de Sentmenat
Josep de Vega i de Sentmenat (Cervera, Segarra, 1754 — Cervera, 1831) fou un aristòcrata, erudit i polític català. Tenia com a possessions Santa Maria de la Ràpita, la Torre de Fluvià i Oluges Altes. Exercí com a regidor i síndic a l'ajuntament de Barcelona. El 1772 fou membre de l'Acadèmia de Bones Lletres de Barcelona i va mantenir correspondència amb importants il·lustrats com Gregori Maians i Siscar, Ramon Llàtzer de Dou i de Bassols, Jaume Caresmar i Alemany i Josep Finestres. El 1790 va fer classes de filosofia a la Universitat de Cervera, explicant la teologia de Francisco Suárez. També va publicar alguns estudis sobre trobadors occitans i catalans i va fer reculls de poesia popular que va cedir a Marià Aguiló i Fuster.
El 24 de maig de 1808, amb suport del marquès de Palmerola i altres nobles locals, fou nomenat representant de Cervera per a assistir a l'Assemblea de Baiona, tot i que no hi va arribar. El 18 de setembre de 1810 fou elegit diputat a les Corts de Cadis. Inicialment es va oposar al trasllat de les Corts a Cadis. Va formar part de les comissions de Supressió d'ocupacions, de llibertat d'impremta, Belles arts, i Hisenda. Formà part de la comissió d'honor que va rebre al Consell de Regència el 30 de maig de 1812. Econòmicament tradicionalista, fou contrari al decret de 1813 que suprimia els gremis.

## Obres
- Memorias y noticias para la historia de San Félix Mártir gerundense... (1798)
- Relación de la exemplar vida, virtudes y letras del P.Pedro Ferrusola... (1808)